# Nati nel 1970/Marzo
| Questa pagina contiene informazioni ricavate automaticamente dalle voci biografiche con l'ausilio del template Bio e di un bot. L'aggiornamento è periodico e automatico e ricostruisce completamente la pagina. Se manca una persona in questa lista, sei pregato di non aggiungerla, ma accertati piuttosto che la sua voce biografica contenga il template Bio e che i dati anagrafici siano correttamente compilati. Se il template Bio manca, inseriscilo tu stesso o, in alternativa, metti l'avviso {{tmp\|Bio}} che ne segnala la mancanza. Se i dati riportati sono sbagliati, correggi direttamente la voce biografica; le modifiche saranno visibili in questa lista entro pochi giorni. Per chiarimenti vedi il progetto biografie. La lista contiene solo le 346 persone che sono citate nell'enciclopedia e per le quali è stato implementato correttamente il template Bio. Pagina aggiornata al 18 ago 2025. |

- 1º marzo - Warren Davidson, politico statunitense
- 1º marzo - Alessandro Fedrigo, bassista e compositore italiano
- 1º marzo - Yolanda Griffith, ex cestista e allenatrice di pallacanestro statunitense
- 1º marzo - Orhan Kaynak, ex calciatore turco
- 1º marzo - Kim Jeong-gwan, ex schermidore sudcoreano
- 1º marzo - Carlos María Morales, ex calciatore uruguaiano
- 1º marzo - Miho Nakayama, cantante, attrice e modella giapponese († 2024)
- 1º marzo - Leonardo Ricatti, ex calciatore argentino
- 1º marzo - Darin Strauss, scrittore statunitense
- 1º marzo - Camelia Voinea, ex ginnasta rumena
- 2 marzo - Luca Bechi, allenatore di pallacanestro italiano
- 2 marzo - Hamza El-Gamal, ex calciatore egiziano
- 2 marzo - Alexander Armstrong, attore, comico e cantante britannico
- 2 marzo - Hermann Schiestl, ex sciatore alpino austriaco
- 2 marzo - Ciriaco Sforza, allenatore di calcio, dirigente sportivo e ex calciatore svizzero
- 3 marzo - Jenny Armstrong, velista australiana
- 3 marzo - Simon Biwott, ex maratoneta keniota
- 3 marzo - Marián Bochnovič, ex calciatore e ex giocatore di calcio a 5 slovacco
- 3 marzo - Julie Bowen, attrice statunitense
- 3 marzo - Massimiliano Caroletti, produttore cinematografico italiano
- 3 marzo - John Carter Cash, produttore discografico, cantautore e produttore cinematografico statunitense
- 3 marzo - Gabriel Cedrés, ex calciatore uruguaiano
- 3 marzo - Michele Conti, politico italiano
- 3 marzo - Chris Fleming, allenatore di pallacanestro e ex cestista statunitense
- 3 marzo - Federico Giampaolo, allenatore di calcio e ex calciatore italiano
- 3 marzo - Kristine Kunce, ex tennista australiana
- 3 marzo - Chris Peers, ex ciclista su strada belga
- 3 marzo - Rodolphe Saadé, imprenditore francese
- 3 marzo - Tyler Saint, attore pornografico statunitense
- 4 marzo - Andrea Bendewald, attrice statunitense
- 4 marzo - Àlex Crivillé, pilota motociclistico spagnolo
- 4 marzo - Edward Gal, cavaliere olandese
- 4 marzo - Bledar Gjeçaj, ex cestista e allenatore di pallacanestro albanese
- 4 marzo - Marzena Głaszcz, ex cestista e allenatrice di pallacanestro polacca
- 4 marzo - Will Keen, attore britannico
- 4 marzo - Monika Kogler, ex sciatrice alpina austriaca
- 4 marzo - Carmelo Magli, poliziotto italiano († 1994)
- 4 marzo - Ken McDonald, ex cestista e allenatore di pallacanestro statunitense
- 4 marzo - Riccardo Sinigallia, cantautore e produttore discografico italiano
- 4 marzo - Caroline Vis, ex tennista olandese
- 5 marzo - Joe Brincat, allenatore di calcio e ex calciatore maltese
- 5 marzo - Mike Brown, ex cestista e allenatore di pallacanestro statunitense
- 5 marzo - John Frusciante, cantautore e polistrumentista statunitense
- 5 marzo - Lisa Robin Kelly, attrice statunitense († 2013)
- 5 marzo - Emre Kınay, attore e regista teatrale turco
- 5 marzo - Martin Lindstrøm, scrittore danese
- 5 marzo - Erik Noppi, ex calciatore norvegese
- 5 marzo - Francisco Soler, allenatore di calcio e ex calciatore spagnolo
- 5 marzo - Aleksandar Vučić, politico serbo
- 5 marzo - Yū Watase, fumettista giapponese
- 5 marzo - Paul Whelan, ex militare statunitense
- 5 marzo - Siluan Șpan, vescovo ortodosso rumeno
- 6 marzo - Harini Amarasuriya, politica e attivista singalese
- 6 marzo - Stefano Battistelli, ex nuotatore italiano
- 6 marzo - Daniel Beltramo, allenatore di pallacanestro argentino
- 6 marzo - Edward Berger, regista, sceneggiatore e produttore cinematografico austriaco
- 6 marzo - Betty Boo, cantautrice britannica
- 6 marzo - Chris Broderick, chitarrista statunitense
- 6 marzo - Sílvio César Ferreira da Costa, ex calciatore brasiliano
- 6 marzo - Bob Zilla, bassista statunitense
- 6 marzo - Hideki Katsura, ex calciatore giapponese
- 6 marzo - Michel Marfaing, ex rugbista a 15, allenatore di rugby a 15 e dirigente sportivo francese
- 6 marzo - Ndompetelo Mbabu, ex calciatore della Repubblica Democratica del Congo
- 6 marzo - Nestor-Désiré Nongo-Aziagbia, vescovo cattolico centrafricano
- 6 marzo - Roberto Pella, politico italiano
- 6 marzo - Robbie Tobeck, ex giocatore di football americano statunitense
- 6 marzo - Simona Vinci, scrittrice e traduttrice italiana
- 7 marzo - Ståle Andersen, ex giocatore di calcio a 5, allenatore di calcio e ex calciatore norvegese
- 7 marzo - Andy Blankenbuehler, coreografo, ballerino e attore statunitense
- 7 marzo - Nathalie Even-Lancien, ex pistard francese
- 7 marzo - Litterial Green, ex cestista e allenatore di pallacanestro statunitense
- 7 marzo - Petra Mede, conduttrice televisiva, comica e danzatrice svedese
- 7 marzo - Mohammad Mehranpour, ex calciatore e ex giocatore di calcio a 5 iraniano
- 7 marzo - Alex O'Brien, ex tennista statunitense
- 7 marzo - Maximilian Rio, arrangiatore e produttore discografico italiano
- 7 marzo - Elio Signorelli, dirigente sportivo e ex calciatore italiano
- 7 marzo - Rachel Weisz, attrice e produttrice cinematografica britannica
- 8 marzo - Harry Decheiver, ex calciatore olandese
- 8 marzo - Jason Elam, ex giocatore di football americano statunitense
- 8 marzo - Rhett Harty, ex calciatore statunitense
- 8 marzo - Jamie Lawrence, ex calciatore giamaicano
- 8 marzo - Ahmed Maharzi, allenatore di calcio e ex calciatore francese
- 8 marzo - Andrea Parker, attrice e ballerina statunitense
- 8 marzo - Ed Podivinsky, ex sciatore alpino canadese
- 8 marzo - Meredith Scott Lynn, attrice statunitense
- 8 marzo - Greg Stanton, politico statunitense
- 8 marzo - Valeriu Streleț, politico moldavo
- 9 marzo - Davide Bolognesi, dirigente sportivo, allenatore di calcio e ex calciatore italiano
- 9 marzo - Michele Cruciani, ex arbitro di calcio italiano
- 9 marzo - Clifford Etienne, ex pugile statunitense
- 9 marzo - Haluk Güngör, allenatore di calcio e ex calciatore turco
- 9 marzo - Jean Pierre Jeandat, pilota motociclistico francese
- 9 marzo - Martin Johnson, rugbista a 15 e allenatore di rugby a 15 inglese
- 9 marzo - Shannon Leto, batterista, attore e fotografo statunitense
- 9 marzo - Claudia López, politica e politologa colombiana
- 9 marzo - Vladan Milojević, allenatore di calcio e ex calciatore serbo
- 9 marzo - Simon Monjack, sceneggiatore, regista e produttore cinematografico britannico († 2010)
- 9 marzo - Gabriela Pando, hockeista su prato e allenatrice di hockey su prato argentina († 2024)
- 9 marzo - Mario Perrotta, attore, drammaturgo e regista teatrale italiano
- 9 marzo - María Eugenia Rodríguez Palop, politica e giurista spagnola
- 9 marzo - Miroslav Sovič, ex calciatore slovacco
- 9 marzo - Vadym Tkačuk, pentatleta ucraino
- 10 marzo - Matt Barlow, cantante statunitense
- 10 marzo - Corrado Bronzo, ex pallamanista italiano
- 10 marzo - Antonio Edwards, ex giocatore di football americano statunitense
- 10 marzo - Massimo Giannelli, ex calciatore italiano
- 10 marzo - Ok Hong-cha, ex tennistavolista sudcoreana
- 10 marzo - Kō Ishikawa, ex calciatore giapponese
- 10 marzo - Benoît Lutgen, politico belga
- 10 marzo - Tom Novy, produttore discografico, disc jockey e conduttore televisivo tedesco
- 10 marzo - Daniele Petruccioli, attore e traduttore italiano
- 10 marzo - Fabio Rossato, fisarmonicista e compositore italiano († 2018)
- 10 marzo - Werner Schreyer, modello e attore austriaco
- 10 marzo - Michele Serena, allenatore di calcio e ex calciatore italiano
- 10 marzo - Sandra Wasserman, ex tennista belga
- 10 marzo - Peter Wright, giocatore di freccette scozzese
- 10 marzo - Zhang Taohua, ex cestista cinese
- 10 marzo - Hélia de Souza, ex pallavolista brasiliana
- 10 marzo - Michael van der Aa, compositore olandese
- 11 marzo - Saffet Akyüz, allenatore di calcio e ex calciatore turco
- 11 marzo - Karl Frenademez, ex snowboarder italiano
- 11 marzo - Michele Ivaldi, velista italiano
- 11 marzo - Thomas Stauch, musicista tedesco
- 11 marzo - Haris Zambarloukos, direttore della fotografia cipriota
- 12 marzo - André Biancarelli, allenatore di calcio e ex calciatore francese
- 12 marzo - Marine Delterme, attrice francese
- 12 marzo - Dave Eggers, scrittore, editore e saggista statunitense
- 12 marzo - Tobias Kaufmann, hockeista su ghiaccio, hockeista in-line e dirigente sportivo italiano († 2013)
- 12 marzo - Roy Khan, cantante norvegese
- 12 marzo - Dimitri Lambrecht, ex cestista belga
- 12 marzo - Wayne McGregor, coreografo britannico
- 12 marzo - Cinzia Poli, conduttrice radiofonica e disegnatrice italiana
- 12 marzo - Aki Takayama, sincronetta giapponese
- 12 marzo - Giorgio Vasta, scrittore, curatore editoriale e docente italiano
- 12 marzo - Rex Walters, ex cestista e allenatore di pallacanestro statunitense
- 12 marzo - Troy Winbush, attore statunitense
- 13 marzo - Tyler Bjorn, velista canadese
- 13 marzo - Luca Giustolisi, pallanuotista, allenatore di pallanuoto e dirigente sportivo italiano († 2023)
- 13 marzo - Stéphane Goubert, dirigente sportivo e ex ciclista su strada francese
- 13 marzo - Graeme Jones, allenatore di calcio e ex calciatore inglese
- 13 marzo - Nieves Lobón, ex cestista spagnola
- 13 marzo - Lisa Lutz, scrittrice statunitense
- 13 marzo - Aleksandr Michajlovič Samokutjaev, cosmonauta russo
- 13 marzo - Tim Story, regista e produttore cinematografico statunitense
- 13 marzo - Pedro Valido, allenatore di calcio e ex calciatore portoghese
- 14 marzo - Aleksandr Beketov, ex schermidore russo
- 14 marzo - Annalisa Bruchi, giornalista e conduttrice televisiva italiana
- 14 marzo - Mariam Budia, scrittrice e drammaturga spagnola
- 14 marzo - Stefano Fenoglio, naturalista italiano
- 14 marzo - Thomas Fogdö, ex sciatore alpino svedese
- 14 marzo - Rino André Hansen, calciatore norvegese († 2024)
- 14 marzo - Gianluca Iacono, doppiatore italiano
- 14 marzo - Júnior Baiano, allenatore di calcio e ex calciatore brasiliano
- 14 marzo - Julie McDonald, ex nuotatrice australiana
- 14 marzo - Gianfranco Parlato, allenatore di calcio e ex calciatore italiano
- 14 marzo - S. D. Perry, scrittrice di fantascienza statunitense
- 14 marzo - Moira Placchi, allenatrice di calcio e ex calciatrice italiana
- 14 marzo - Roberto Pompei, allenatore di calcio e ex calciatore argentino
- 14 marzo - Meredith Salenger, attrice e doppiatrice statunitense
- 14 marzo - Tim Tetreault, ex combinatista nordico statunitense
- 14 marzo - Andree Wiedener, ex calciatore tedesco
- 15 marzo - Christine Anu, cantante e attrice australiana
- 15 marzo - Tom Buer, ex calciatore norvegese
- 15 marzo - Chris Dalman, giocatore di football americano e allenatore di football americano statunitense
- 15 marzo - Jochen Drees, ex arbitro di calcio tedesco
- 15 marzo - Avishay Gal-Yam, astronomo israeliano
- 15 marzo - Mike Haridopolos, politico statunitense
- 15 marzo - Kim Gui-hwa, ex calciatore sudcoreano
- 15 marzo - Diego Nargiso, commentatore televisivo, allenatore di tennis e ex tennista italiano
- 15 marzo - Mónika Orbán, ex cestista ungherese
- 15 marzo - Derek Parra, ex pattinatore di velocità su ghiaccio statunitense
- 15 marzo - Leonid Pasečnik, ex agente segreto, politico e militare russo
- 15 marzo - Beto Perez, sportivo colombiano
- 15 marzo - Stefano Raffaele, fumettista italiano
- 16 marzo - Joakim Berg, cantante svedese
- 16 marzo - Nicola Brischigiaro, apneista italiano
- 16 marzo - Roberto Fazzi, ex cestista e allenatore di pallacanestro italiano
- 16 marzo - Marco Fenoglio, allenatore di pallavolo italiano
- 16 marzo - Pierangelo Fornaro, chitarrista e compositore italiano
- 16 marzo - Takashi Iizuka, autore di videogiochi giapponese
- 16 marzo - Alex Lee, musicista e compositore britannico
- 16 marzo - Pat Mazzoli, ex hockeista su ghiaccio canadese
- 16 marzo - Paul Oscar, cantautore, disc jockey e ballerino islandese
- 16 marzo - Luigi Pagana, ex giocatore di calcio a 5 e allenatore di calcio a 5 italiano
- 16 marzo - Rafael Pascual, ex pallavolista spagnolo
- 16 marzo - Oleg Olegovič Pavlov, scrittore russo († 2018)
- 16 marzo - Javier Pérez Iniesta, ex cestista spagnolo
- 16 marzo - Marco Ruggiero, cantautore italiano
- 16 marzo - Joke Schauvliege, politica belga
- 16 marzo - Guerino Testa, politico italiano
- 16 marzo - Gianmario Verona, economista italiano
- 17 marzo - Juliet Campbell, ex velocista giamaicana
- 17 marzo - Carlo Carcano, compositore, arrangiatore e produttore discografico italiano
- 17 marzo - Vassili Davidenko, dirigente sportivo e ex ciclista su strada russo
- 17 marzo - Giampiero De Carli, allenatore di rugby a 15 e ex rugbista a 15 italiano
- 17 marzo - Cara Dunne-Yates, sciatrice alpina, paraciclista e avvocata statunitense († 2004)
- 17 marzo - Saimir Malko, allenatore di calcio e ex calciatore albanese
- 17 marzo - Florin Răducioiu, dirigente sportivo, allenatore di calcio e ex calciatore rumeno
- 17 marzo - Denver Riggleman, politico statunitense
- 17 marzo - Sanda Toma, ex canoista romena
- 17 marzo - Yanic Truesdale, attore canadese
- 18 marzo - Luis Allende, ex cestista portoricano
- 18 marzo - Suzan Anbeh, attrice e modella tedesca
- 18 marzo - Frédéric Fontang, allenatore di tennis e ex tennista francese
- 18 marzo - Petr Křivánek, ex calciatore ceco
- 18 marzo - Christian Lantignotti, allenatore di calcio e ex calciatore italiano
- 18 marzo - Matthias Maurer, astronauta tedesco
- 18 marzo - Oliver Popović, ex cestista e allenatore di pallacanestro jugoslavo
- 18 marzo - Queen Latifah, cantante, rapper e attrice statunitense
- 19 marzo - Michelle Hendry, ex cestista canadese
- 19 marzo - Tracey Hinton, ex atleta paralimpica britannica
- 19 marzo - Janne Laukkanen, ex hockeista su ghiaccio finlandese
- 19 marzo - Vincenzo Li Muli, poliziotto italiano († 1992)
- 19 marzo - Jozef Majoroš, ex calciatore slovacco
- 19 marzo - Rick Mirer, ex giocatore di football americano statunitense
- 19 marzo - Renaldo, ex calciatore brasiliano
- 19 marzo - Aart Vierhouten, dirigente sportivo e ex ciclista su strada olandese
- 20 marzo - Edoardo Ballerini, attore, regista e sceneggiatore statunitense
- 20 marzo - Linda Larkin, attrice e doppiatrice statunitense
- 20 marzo - Josephine Medina, tennistavolista filippina († 2021)
- 20 marzo - Michael Rapaport, attore e comico statunitense
- 20 marzo - Alexandre Samuel, ex pallavolista e ex giocatore di beach volley brasiliano
- 20 marzo - Vitālijs Teplovs, ex calciatore lettone
- 20 marzo - Alfonso Yáñez, ex calciatore peruviano
- 20 marzo - Konstantin Čistjakov, ex sciatore alpino russo
- 21 marzo - Massimo Apollonio, ex ciclista su strada italiano
- 21 marzo - Brigita Bukovec, ex ostacolista slovena
- 21 marzo - Eduardo José Castillo Pino, arcivescovo cattolico ecuadoriano
- 21 marzo - Chris Chibnall, sceneggiatore e produttore televisivo britannico
- 21 marzo - Fabiana Comin, allenatrice di calcio e ex calciatrice italiana
- 21 marzo - Katarzyna Dydek, ex cestista e allenatrice di pallacanestro polacca
- 21 marzo - Jaya, cantante filippina
- 21 marzo - Norma Ray, cantante e doppiatrice francese
- 21 marzo - Shiho Niiyama, doppiatrice giapponese († 2000)
- 21 marzo - Yutthana Polsak, ex calciatore e ex giocatore di calcio a 5 thailandese
- 21 marzo - Paola Randi, regista cinematografica e sceneggiatrice italiana
- 21 marzo - Mohammed Samadi, ex calciatore marocchino
- 21 marzo - Justine Suissa, cantautrice britannica
- 21 marzo - Barbara Szewczyk-Wolnicka, ex schermitrice polacca
- 21 marzo - Marina Várkonyi, ex schermitrice ungherese
- 21 marzo - Alex Visentin, allenatore di calcio e ex calciatore italiano
- 21 marzo - Prince Yahshua, attore pornografico e regista statunitense
- 21 marzo - Moacir Rodrigues dos Santos, calciatore brasiliano († 2024)
- 22 marzo - Geirmund Brendesæter, ex calciatore norvegese
- 22 marzo - Hwang Young-cho, ex maratoneta sudcoreano
- 22 marzo - Andreas Johnson, cantante, musicista e paroliere svedese
- 22 marzo - Anja Kling, attrice tedesca
- 22 marzo - Leontien van Moorsel, ciclista su strada e pistard olandese
- 22 marzo - Renato Paiva, allenatore di calcio portoghese
- 22 marzo - Jason Rouser, ex velocista statunitense
- 22 marzo - Kalin Terzijski, scrittore e poeta bulgaro
- 23 marzo - Melissa Errico, attrice e soprano statunitense
- 23 marzo - Bernardino Giordano, vescovo cattolico italiano
- 23 marzo - Patrick Holzer, ex sciatore alpino italiano
- 23 marzo - Gianni Infantino, dirigente sportivo italiano
- 23 marzo - Alberto Montaño, ex calciatore ecuadoriano
- 23 marzo - Simone Mottini, ex sciatore freestyle italiano
- 23 marzo - Dželaludin Muharemović, allenatore di calcio e ex calciatore bosniaco
- 23 marzo - Carl Pickens, ex giocatore di football americano statunitense
- 23 marzo - Jana Pospíšilová, ex tennista ceca
- 23 marzo - Vitalij Sidorov, ex discobolo ucraino
- 23 marzo - Denis Zanette, ciclista su strada italiano († 2003)
- 23 marzo - Rogério Fonseca da Silva, ex calciatore brasiliano
- 24 marzo - Lauren Bowles, attrice statunitense
- 24 marzo - Marques Bragg, ex cestista statunitense
- 24 marzo - Camille Camille, musicista e violinista estone
- 24 marzo - Massimo Coglitore, regista italiano
- 24 marzo - Sharon Corr, cantautrice, musicista e compositrice irlandese
- 24 marzo - Christopher Daniels, ex wrestler statunitense
- 24 marzo - Lara Flynn Boyle, attrice statunitense
- 24 marzo - Igor Gianola, chitarrista svizzero
- 24 marzo - Saverio Lanza, musicista, compositore e produttore discografico italiano
- 24 marzo - Lukáš Pollert, ex canoista ceco
- 24 marzo - Brett Roberts, ex cestista e ex giocatore di baseball statunitense
- 24 marzo - Konstantin Ušakov, allenatore di pallavolo e ex pallavolista russo
- 24 marzo - Mike Vanderjagt, giocatore di football americano canadese
- 25 marzo - Alessandro Bacciocchini, ex ciclista su strada italiano
- 25 marzo - Antoine Bello, scrittore e imprenditore francese
- 25 marzo - Mariano Cantoni, ex cestista italiano
- 25 marzo - Magnus Larsson, ex tennista svedese
- 25 marzo - Valentyna Lysycja, pianista ucraina
- 25 marzo - Kari Matchett, attrice canadese
- 25 marzo - Oh Hyun-kyung, attrice sudcoreana
- 25 marzo - Vladimir Pyšnenko, ex nuotatore russo
- 25 marzo - Ihor Razor'onov, ex sollevatore ucraino
- 25 marzo - Elke Winkens, attrice e ballerina tedesca
- 25 marzo - Željana Zovko, diplomatica e politica bosniaca
- 26 marzo - Paul Bosvelt, ex calciatore olandese
- 26 marzo - Luis Chavarría, ex calciatore cileno
- 26 marzo - Alberto David, scacchista italiano
- 26 marzo - François Legrand, arrampicatore francese
- 26 marzo - Marie Lindgren, ex sciatrice freestyle svedese
- 26 marzo - Martin McDonagh, commediografo, sceneggiatore e regista britannico
- 26 marzo - Justin Meldal-Johnsen, bassista e produttore discografico statunitense
- 26 marzo - Yasser Rayan, ex calciatore egiziano
- 26 marzo - Abdel Sattar Sabry, ex calciatore egiziano
- 26 marzo - Araceli Segarra, alpinista, attrice e fisioterapista spagnola
- 26 marzo - Stéphanie Vivenot, ex cestista francese
- 26 marzo - Yang Kyung-il, fumettista sudcoreano
- 27 marzo - Brent Fitz, musicista canadese
- 27 marzo - Marianne Kjørstad, ex sciatrice alpina norvegese
- 27 marzo - Oleksandr Klymenko, pesista ucraino († 2000)
- 27 marzo - Borut Mavrič, allenatore di calcio e ex calciatore sloveno
- 27 marzo - Achille Mazzoleni, allenatore di calcio e ex calciatore italiano
- 27 marzo - Elizabeth Mitchell, attrice statunitense
- 27 marzo - Leila Pahlavi, principessa persiana († 2001)
- 27 marzo - Uwe Rosenberg, autore di giochi tedesco
- 27 marzo - Niša Saveljić, ex calciatore montenegrino
- 27 marzo - Matt Steigenga, ex cestista statunitense
- 27 marzo - Gaia Zucchi, attrice, showgirl e scrittrice italiana
- 27 marzo - Jadranka Ćosić, ex cestista jugoslava
- 28 marzo - Laura Badea-Cârlescu, ex schermitrice rumena
- 28 marzo - Sheri Biggs, politica statunitense
- 28 marzo - Sam Lake, autore di videogiochi e scrittore finlandese
- 28 marzo - Belén López, attrice spagnola
- 28 marzo - Elena Mozgovaja, ex cestista e allenatrice di pallacanestro russa
- 28 marzo - Detlef Musch, ex cestista tedesco
- 28 marzo - Auli Nyman, ex cestista finlandese
- 28 marzo - Sian Proctor, astronauta statunitense
- 28 marzo - Vince Vaughn, attore, sceneggiatore e produttore cinematografico statunitense
- 28 marzo - Jennifer Weiner, scrittrice, giornalista e produttrice televisiva statunitense
- 29 marzo - Ruth England, giornalista e conduttrice televisiva britannica
- 29 marzo - Sōjirō Ishii, ex calciatore giapponese
- 29 marzo - Rita Kovács, ex nuotatrice ungherese
- 29 marzo - Sergej Pervušin, allenatore di calcio e ex calciatore russo
- 30 marzo - Rodrigo Barrera, ex calciatore cileno
- 30 marzo - Ricardo Bernal, tenore messicano
- 30 marzo - Eduardo Baptista, allenatore di calcio e ex calciatore brasiliano
- 30 marzo - Ronen Harazi, ex calciatore israeliano
- 30 marzo - Tobias Hill, scrittore britannico († 2023)
- 30 marzo - Karim Ahmad Khan, avvocato britannico
- 30 marzo - Ruben Kruger, rugbista a 15 sudafricano († 2010)
- 30 marzo - Patrick Lachman, cantante e chitarrista statunitense
- 30 marzo - Haldor Lægreid, cantante norvegese
- 30 marzo - Tomomi Nakaonoda, giocatore di go giapponese
- 30 marzo - Jone Nikula, personaggio televisivo finlandese
- 30 marzo - Stéphane Ortelli, pilota automobilistico monegasco
- 30 marzo - Guglielmo Pagnozzi, sassofonista e clarinettista italiano
- 30 marzo - Camilo Romero, ex calciatore messicano
- 31 marzo - Antonello Aliberti, ex canottiere italiano
- 31 marzo - Alenka Bratušek, politica slovena
- 31 marzo - Derek Brown, ex giocatore di football americano statunitense
- 31 marzo - Gennaro Esposito, cuoco e personaggio televisivo italiano
- 31 marzo - Damon Herriman, attore australiano
- 31 marzo - Gabriel Markus, allenatore di tennis e ex tennista argentino
- 31 marzo - Massimo Zanichelli, saggista e regista italiano